# Пионерская (станция МДЖД)
Пионе́рская — тупиковая станция Малой Донецкой железной дороги, находится в городе Донецк. Расположена в центре города, в парке имени Ленинского комсомола.
Станция «Пионерская» оборудована системой электрической централизации стрелок и сигналов ЭЦ-ЕМ.
Управление устройствами осуществляется с помощью пульта ДСП (АРМ ДСП).
В релейной расположено:
- Стативы с релейной автоматикой станции Пионерская
- шкаф «УВК-РА» (Управляющий Вычислительный комплекс), через который управляется вся система СЦБ станции Пионерская.

## Движение поездов
Станция работает в летний период с 1 мая по конец сентября по выходным и праздникам.
На станцию Пионерская поезда прибывают с чётными номерами, а после перецепки локомотива поездам присваивается нечётный номер, с которым он отправляется соответственно в нечётном направлении на станцию Шахтёрскую.
| № Поезда  | Отправление | Прибытие |
| --------- | ----------- | -------- |
| 17/18     | 10:30       | 11:00    |
| 141/142   | 11:15       | 11:45    |
| 6001/6002 | 12:00       | 12:30    |
|           | Перерыв     |          |
| 6003/6004 | 13:30       | 14:00    |
| 31/32     | 14:15       | 14:45    |
| 297/298   | 15:00       | 15:30    |